# Rewolucyjna Partia Lewicy Narodowej
Rewolucyjna Partia Lewicy Narodowej (Partido Revolucionario de la Iząuierda Nacional) − lewicowa partia boliwijska powstała w marcu 1964 z lewego skrzydła Rewolucyjnego Ruchu Nacjonalistycznego, ściśle związana z ruchem związkowym. Brała udział w walkach zbrojnych w styczniu 1965 i czerwcu 1967 oraz w oporze przeciw prawicowemu zamachowi stanu w 1980. Przywódca: Juan Lechin Oquendo.